# 퓨리오사
퓨리오사(Furiosa)는 "매드 맥스" 시리즈의 등장인물이다. 2015년 영화 "매드 맥스: 분노의 도로"에 첫 등장하였으며, 여기서는 샤를리즈 테론이 연기하였다. 속편 영화 "퓨리오사: 매드맥스 사가 (2024)에서는 안야 테일러 조이가 연기하였다.